# Faulbach
Faulbach er en kommune i Landkreis Miltenberg i Regierungsbezirk Unterfranken i den tyske delstat Bayern.

## Geografi
Faulbach ligger ved floden Main på den strækning hvor den danner grænse til delstaten Baden-Württemberg, i Region Bayerischer Untermain.
Ud over Faulbach ligger i kommunen landsbyen Breitenbrunn, .

## Historie
Faulbach høret under Ærkestiftet Mainz men blev ved Reichsdeputationshauptschluss 1803 del af det da dannede Fyrstedømmet Aschaffenburg og senere en del af Bayern. Ved forvaltningsreformen i 1818 blev den nuværende komme dannet.